# Bill Condon
Bill Condon (ur. 22 października 1955 w Nowym Jorku) – amerykański reżyser i scenarzysta filmowy.
Urodzony jako syn detektywa, dojrzewał w rodzinie katolickiej o korzeniach Irlandzkich. Uczęszczał do Regis High School, a następnie na Columbia College (człon Columbia University), gdzie studiował filozofię. Otwarcie mówi o swojej orientacji seksualnej. Jego długoletnim partnerem jest producent Jack Morrissey.
Debiutował w roku 1981 scenariuszem do filmu Strange Behavior; pierwszy projekt wyreżyserowany przez Condona to thriller Siostra, siostra (Sister, Sister, 1987) z Erikiem Stoltzem i Jennifer Jason Leigh w rolach głównych. Na początku lat dziewięćdziesiątych tworzył filmy telewizyjne.
Za adaptację scenariusza do dramatu biograficznego Bogowie i potwory (1998), opowiadającego o życiu reżysera Jamesa Whale’a, otrzymał Oscara. Nominowano do tego lauru także jego scenariusz adaptowany do musicalu Chicago (2002), który przyniósł Condonowi drugą w karierze nagrodę im. Edgara Allana Poego.
Jest członkiem stowarzyszeń Independent Feature Projects (IFP) i Independent Writers Steering Committee.

## Filmografia
- Siostra, siostra (Sister, Sister, 1987) – scenariusz i reżyseria
- Kolejne morderstwo (Murder 101, 1991) – scenariusz i reżyseria
- Candyman II: Pożegnanie z ciałem (Candyman: Farewell to the Flesh, 1995) – reżyseria
- Bogowie i potwory (God and Monsters, 1998) – scenariusz i reżyseria
- Chicago (2002) – scenariusz
- Kinsey – scenariusz i reżyseria
- Dreamgirls (2006) – scenariusz i reżyseria
- Saga „Zmierzch”: Przed świtem – część 1 (2011) – reżyseria
- Saga „Zmierzch”: Przed świtem – część 2 (2012) – reżyseria
- Piąta władza (2013) – reżyseria
- Pan Holmes (2015) – scenariusz i reżyseria
- Piękna i Bestia (Beauty and the Beast, 2017) – reżyseria